# Listă de autori de literatură utopică

## Lista autorilor de literatură utopică
- Platon,
- Augustine din Hippo
- Thomas Morus
- Robert Burton
- Tommaso Campanella
- Francis Bacon
- James Harrington
- Jonathan Swift
- Etienne Cabet
- Samuel Butler
- Edward Bellamy
- Theodor Hertzka
- William Morris
- Wiliam Alexander Taylor
- H.G. Wells,
- Jules Verne,
- Charlotte Perkins Gilman,
- Aldous Huxley,
- James Hilton,
- Austin Tappan Wright
- B. F. Skinner
- Stanisław Lem
- Ivan Efremov
- Ursula K. Le Guin.
- Marge Piercy
- Ernest Callenbach
- Kim Stanley Robinson
- Lois Lowry,
- Dorothy Bryant
- José Saramago
- Edward Bellamy